# Xyris fimbriata
Xyris fimbriata är en gräsväxtart som beskrevs av Stephen Elliott. Xyris fimbriata ingår i släktet Xyris och familjen Xyridaceae. Inga underarter finns listade i Catalogue of Life.